# Somatotopik
Somatotopik oder Somatotopie (abgeleitet von altgriechisch σῶμα soma = lebendiger Körper, Leichnam und τόπος topos = Ort, Stelle, Landstrich, Gegend, Örtlichkeit, Raum) ist eine der relativen Lage der Körperteile entsprechende Gliederung von Nervengewebe im Zentralnervensystem (ZNS) und peripheren Nervensystem. Im ZNS wird diese Gliederung in verschiedenen Abschnitten angetroffen. Am deutlichsten ausgeprägt ist sie im Bereich der somatosensiblen und motorischen Hirnrinde. Dort hat sie zu der Bezeichnung Homunkulus geführt. Man bezeichnet die somatotope Gliederung auch als topographisch-genetische Gesetzmäßigkeit, die neben der funktionellen Gliederung der Nervenbahnen in den sogenannten Tractus oder Leitungsbündeln den Aufbau der Nervensubstanz des ZNS bestimmt. Es handelt sich somit um einen neuroanatomischen Bauplan, wie er nicht nur beim Menschen, sondern auch bei verschiedenen Tierarten, wie z. B. bei Primaten nachgewiesen werden kann.

## Ursprung und Fortentwicklung des Begriffs
Die Zuordnung und Entsprechung von Körperregionen und Hirnrindenfeldern war bereits im 19. Jahrhundert von John Hughlings Jackson (1835–1911) gefordert worden. Bereits vor ihm hatte eine „lokalisatorische Bewegung“ viele natur- und geisteswissenschaftliche Forscher ergriffen. Hiervon zeugt noch heute der Begriff Phrenologie. Der Begriff Somatotopik wurde von dem Neurochirurgen Wilder Penfield (1891–1976) um 1940 bis 1950 geprägt, um die motorischen und sensiblen Zentren im Bereich des menschlichen Cortex und des Kleinhirns näher zu beschreiben. Seine Kenntnisse beruhten auf der Gehirnchirurgie am geöffneten Schädel. Seither wurden nach dem Prinzip der sensomotorischen Projektionsbahnen weitere ähnliche topische Funktionsprinzipien des ZNS beschrieben. Es handelt sich um die im Kap. 2.7 beschriebenen somatotopischen Varianten.
Diese Varianten beziehen sich zunächst auf die klassischen fünf Sinnesgebiete, vgl. dazu die Bezeichnungen Tonotopie, Retinotopie usw. Von den fünf klassischen Sinnesmodalitäten war bekanntlich die Haut und der ihr zugeschriebene Tastsinn bzw. das Gefühl für den Begriff Somatotopie bestimmend. Entsprechend dem Grundsatz, kortikale Repräsentationen von Sinnesleistungen als sensorische Zentren zu bezeichnen, wurde auch die sich auf den Tastsinn beziehende kortikale Repräsentation als somatosensorischer Cortex benannt. Die auf den Tastsinn zurückführbare Repräsentation des kortikalen Homunkulus wurde insofern folgerichtig als „somatotope“ Repräsentation festgelegt.
Auf der Stufe des Rückenmarks werden afferente Bahnen bekanntlich als sensible und nicht als sensorische Bahnen benannt.
Der ab etwa 1940 bis 1950 „neu geprägte“ Begriff der Somatotopik hatte und hat weitreichende Bedeutung für das Verständnis der Arbeitsweise des Gehirns erlangt. Die eine weitgehende gestaltliche bzw. körperliche Einheit wahrende Punkt-zu-Punkt-Anordnung von Körperrepräsentationen erfüllt übergeordnete integrative Funktionen innerhalb des ZNS. Vor allem in der Neurophysiologie aber auch in der Psychologie und Psychosomatischen Medizin erfüllt der Begriff der Integration eine wichtige Rolle.
Der lediglich auf den Tastsinn bezogene Begriff der Somatotopie und das mit ihm verdeutlichte einheitliche Funktionsprinzip der topischen Integration im ZNS bedürfte eines Oberbegriffs für die entsprechenden Gesichtspunkte der anderen Sinnesleitungen. – Auch in der Psychologie ist der Begriff Topik bedeutsam. Er erscheint für die im ZNS topisch unterschiedlich angeordneten Sinnesmodalitäten als Oberbegriff insbesondere unter physiologischen bzw. empirischen Gesichtspunkten brauchbar. Er wäre für die neuronalen Vorgänge im Sinne einer anatomischen Topik angebracht. In der englischen Sprache wird verallgemeinernd von „place theory“ gesprochen. Aber häufig wird der Begriff Somatotopie im wissenschaftlichen Schrifttum noch immer verallgemeinernd für die spezifisch topische Gliederung im ZNS als Oberbegriff auch für andere Sinnesleistungen als die verschiedenen Qualitäten des Fühlens verwendet.
Das im Falle der Somatotopik zu erkennende Funktionsprinzip im Bereich des ZNS beschränkt sich nicht nur auf die Anwendung innerhalb eines sensibel-motorischen Systems. Vielmehr ist dieses nur eines aus einer Vielzahl von rückgekoppelten Systemen nicht nur im Nervensystem. Bereits die unterschiedlichen somatosensorischen Zentren innerhalb des Kleinhirns und des Großhirns machen eine weitere Integration der verschiedenen Funktionskreise erforderlich. Auch in der Gestaltpsychologie spielen somatotope Gesichtspunkte eine Rolle.
Neuerdings ist diese Integrationsleistung des Nervensystems durch Netzwerksimulationen wie z. B. Kohonennetze näher erforscht und verständlich gemacht worden. Hierbei spielt die Gliederung eines solchen Netzes nach ganz bestimmten oder sehr unterschiedlichen Merkmalen und nicht nur nach körperlichen Gestaltsprinzipien eine entscheidende Rolle. Die körperlich-gestaltliche Gliederung im Falle der Somatotopie ist nur eines der Beispiele für eine Gestaltung von Kohonenkarten. Diese erfolgt allgemein nach den Prinzipien der Ähnlichkeit, Häufigkeit und Wichtigkeit (Relevanz).

## Anatomisch bestätigte Somatotopik

### Rückenmark

Somatotopologische Anordnung der Leitungsbahnen im Rückenmark: Links (rot) die motorischen bzw. absteigenden Bahnen und rechts (blau) die sensiblen bzw. aufsteigenden Bahnen. Die Beschreibung der somatotopischen Gliederung der Leitungsbahnen im Hinterstrang kann natürlich nur dann als konzentrisch angesehen werden, wenn das Septum posterius als zur äußeren Circumferenz des RM gehörig gedacht wird.

Im Rückenmark führt die somatotopische Gliederung zu einem konzentrischen bzw. lamellär geschichteten Aufbau der weißen Substanz um die zentrale graue Substanz (Schmetterlingsfigur). Die zu höheren (z. B. cervikalen) Abschnitten des Rückenmarks gehörigen Leitungsbahnen liegen dabei der zentralen grauen Schicht an, die zu tieferen (z. B. sacralen) Abschnitten gehörigen Leitungsbahnen liegen weiter außen. Im Gegensatz zu dieser konzentrischen somatotopischen Gliederung ist die funktionelle Gliederung für Leitungsbahnen wie Druck-, Schmerz- und Temperaturempfinden radiär gegliedert.

### Pyramidenbahn
Die aus der Hirnrinde austretenden Fasern des sensomotorischen Primärgebiets bilden einen breiten zunächst frontal gestellten Fächer, der sich beim Eintritt in das Marklager der Hemisphäre schnell verschmälert und in die innere Kapsel gelangt. Dabei kommt es zu einer schraubenförmigen Verdrehung der ganzen Faserplatte. Innerhalb der Capsula interna liegen die im frontal ausgerichteten Fächer des Gyrus praecentralis anfänglich am weitesten unten entspringenden Fasern nach der Drehung rostral, die oben entspringenden am weitesten occipital. Im Bereich der Hirnschenkel liegen dann die im frontal ausgerichteten Fächer des motorischen Primärgebiets anfänglich am weitesten unten entspringenden Fasern nach der Drehung medial. Die oben in der Hirnrinde entspringenden Fasern bilden die seitlichen bzw. lateralen Anteile des Bündels.

### Sensomotorischer Cortex

Homunkulus: Sensomotorischer Cortex. Nach Penfield und Rasmussen (1950).

Der sensomotorische Cortex ist das Paradebeispiel somatotopischer Gliederung. Er hat die Bezeichnung Homunkulus geprägt. Da die korrespondierende sensomotorische Gliederung mit Wahrnehmungs- und Bewusstseinsqualitäten einhergeht, sind damit notwendig auch neuropsychologische Qualitäten verbunden, siehe Agnosien, Körperschema, Topik (Psychologie), Wahrnehmungspsychologie. Durch Verlagerung primärer Reize durch die sog. sensorischen Projektionsbahnen zu sekundären und tertiären Assoziationszentren entstehen jeweils neue Wahrnehmungsqualitäten. – Die Homunkulustheorien der Wahrnehmung sind sowohl als Gegenstand der Philosophiegeschichte als auch der Psychologiegeschichte anzusehen. Zu beachten ist außerdem, dass die Abbildung zur Körperrepresentation hier teilweise falsch bzw. veraltet ist, da nach einer Studie nun belegt ist, dass die menschlichen Genitalien zwischen dem Rumpf und den Beinen und nicht unterhalb der Zehen in der Fissura longitudinalis repräsentiert werden.

### Fossa Sylvii
In der Tiefe der Fossa Sylvii findet sich eine sekundäre motorische Region (Feld II) mit umgekehrter somatotopischer Gliederung.

### Kleinhirnrinde
Das Kleinhirn erhält praktisch von allen Teilen des Nervensystems Meldungen und kann seinerseits über seine Efferenzen Einfluss ausüben.
Mittels evozierter Potentiale ließen sich enge somatotopische Verbindungen zum Großhirn nachweisen. Derartige somatotopische Vertretungen wurden im Kleinhirn experimentell bei verschiedenen Tierarten, wie z. B. auch bei Primaten, nachgewiesen, weshalb eine ähnliche Somatotopik in der menschlichen Kleinhirnrinde vermutet wird.

### Segmentale Gliederung

Segmentale Gliederung der Dermatome

Eine Somatotopie ist auch in der segmentalen oder radikulären Gliederung der nervlichen Versorgung von Haut (Dermatome) und Muskulatur (Myotome) zu erkennen. Die segmentale Innervierung bezieht sich auf abschnittsweise gegliederte nervale Versorgung des Körpers entsprechend der embryonalen Verknüpfung der Ursegmente (Somiten) der Chorda dorsalis mit zugeordneten (benachbarten) Abschnitten der – selbst anatomisch fassbar nicht gegliederten – Rückenmarksanlage. Mit radikulär ist die Innervation durch einzelne Spinalnerven gemeint.

### Somatotopische Varianten

#### Verzerrungen und Sprünge des Homunkulus

##### Urbild und Abbild
Die bisher dargestellte Topik der sensorischen Projektionszentren bezieht sich auf den menschlichen Körper und seine äußere Gestalt. Man kann diese äußere Gestalt auch als somatisches Korrelat oder Urbild und die auf somatotopischen Hirnrindenkarten – trotz gewisser Verzerrungen und Sprünge – noch immer erkennbare Form des Körpers als Projektion oder Abbild bezeichnen.

##### Bandförmige Abbildung
Verzerrungen und Sprünge sind darauf zurückzuführen, dass die exakterweise eigentlich nur räumlich abbildbaren Funktionen im Gehirn auf einer Hirnwindung bandförmig und somit gewissermaßen nur eindimensional zur Abbildung kommen. So werden z. B. die taktilen Empfindungsqualitäten des Körpers in den primären Projektionszentren des Gyrus postcentralis bandförmig repräsentiert. Diese Organisation erscheint zunächst wegen der notwendigen engen topischen Gegenüberstellung von sensorischen und motorischen Arealen im sensomotorischen Cortex sinnvoll. Sie ist deshalb jedoch nicht zwingend nach Art eines monosynaptischen Reflexbogens aufzufassen. Auch der Gehörsinn wird bandförmig auf die Gyri temporales transversi (Heschlsche Querwindungen) projiziert. Entsprechend Tierexperimenten ist die Basilarmembran in allen Zentren der Hörbahn „aufgerollt“.
Ein Sprung des gestaltlichen Kontinuums besteht z. B. zwischen Daumen und Nacken bzw. zwischen Hand und Kopf. In der Hirnwindung des Gyrus postcentralis und auch des Gyrus praecentralis schließt sich – abweichend von der als Urbild dienenden Körpergestalt – der Nacken unmittelbar an den Daumen an.
Als in ihren Relationen scheinbar verzerrt abgebildet kann man die größenmäßig überproportional repräsentierte Hand ansehen. Die scheinbare Verzerrung einzelner Körperabschnitte auf dem Gyrus postcentralis wie z. B. auch der Zunge hängt mit der topographisch unterschiedlichen Differenzierung des taktilen Auflösungsvermögens zusammen. Dieses wurde bereits 1837 durch Ernst Heinrich Weber mit Hilfe des Tastzirkels experimentell untersucht. Das Auflösungsvermögen ist am größten im Bereich von Zunge, Lippen und Fingern. Die dem unterschiedlichen Auflösungsvermögen der Haut entsprechende unterschiedlich stark ausgeprägte Repräsentanz in der Hirnrinde wird auch als „Feinheit des sensorischen ›Korns‹“ bezeichnet. Körperabschnitte mit hohem taktilen Auflösungsvermögen sind topisch im Vergleich zur realen menschlichen Gestalt scheinbar überproportional im Gyrus postcentralis repräsentiert und erscheinen somit topisch verzerrt, vgl. auch Abb. des Homunkulus.
Diese Topik basiert somit auf der anatomischen Gliederung der taktilen sensorischen Reizaufnahme und der noch in Ansätzen erkennbaren segmentalen Gliederung nervöser Versorgung der Muskulatur. Bei anderen Sinnesorganen liegen jeweils andere somatische Qualitäten als „Urbild“ zugrunde. Dies versteht sich zumal dann, wenn diese Sinnesqualitäten nicht zum proprioceptiven System gehören (Exterozeption), siehe auch Retinotopie und Tonotopie.

#### Lateralisation des Gehirns
Die Lateralisation des Gehirns ist auch als somatotopische Variante anzusehen. Beide Gehirnhälften arbeiten nicht unabhängig voneinander, sondern sind durch Kommissurenbahnen miteinander verbunden, insbesondere im Corpus callosum. Diese, die Mittellinie kreuzenden Bahnen erfüllen konkrete physiologische Aufgaben vergleichbar mit denen der Assoziationsbahnen. Es ist nämlich anzunehmen, dass beide Hirnhälften unterschiedliche Funktionen erfüllen ebenso wie auch die durch Assoziationsfasern verbundenen primären Rindengebiete. Erst beide Hirnhälften gemeinsam erfüllen integrative Funktionen unterschiedlicher Zentren. Insofern stellen neuronale Bahnen, die zur Gegenseite kreuzen, nicht nur eine Abgleichung mit der Gegenseite her, die vor allem bei Schädigung einer Seite von Bedeutung ist, sondern erfüllen eine spezifische Aufgabe im Sinne der Komplementarität, ähnlich wie die primär somatosensorische und die primär motorische Rinde (sensomotorischer Cortex). Konkretes Beispiel für das mangelnde Zusammenarbeiten beider Gehirnhälften ist die Split-Brain-Symptomatik.

#### Sehvermögen und Somatotopik

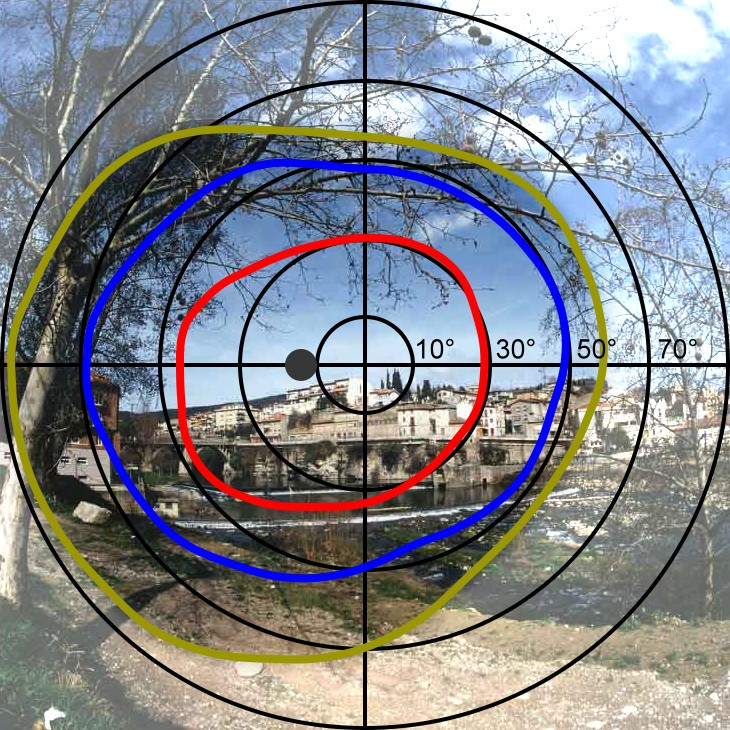
Somatotopie:
Das in die anatomische Organisation des Sehens eingebaute „Fadenkreuz“ als geometrisches Urbild beim Sehen
oder
Räumliche Orientierung und der Ursprung der vier Opticusfasern
Dies wird auch als Retinotopie bezeichnet.

Beim Sehvermögen ist die Gliederung der Nervenbahnen räumlich an einem in 4 Quadranten geteilten Gesichtsfeld orientiert, einem zunächst abstrakt zu denkenden Koordinatensystem des Bildes der sichtbaren Außenwelt („Fadenkreuz“, siehe die Abb.). Entsprechend den vier Quadranten eines solchen gedachten Koordinatensystems gibt es jedoch konkret vier funktionell verschiedenartige Leitungsbahnen vom Auge zum Gehirn, die sog. Opticusfasern. Ähnlich wie beim sensomotorischen Rindengebiet ist auch beim Sehvermögen die Abbildung der Sinnesreize in den primären Sinneszentren des Sulcus calcarinus (Area striata) bandförmig, wenn auch zweidimensional repräsentiert, d. h. als flächenhaftes Bild. Das dreidimensionale räumliche Sehen ist eine Leistung der höheren visuellen Sinneszentren, die durch Fusion der beiden in jeder Hirnhälfte empfangenen zweidimensionalen Bilder entstehen.

#### Hörvermögen und Somatotopik

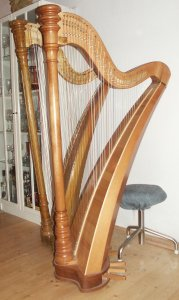
Resonanz:
Bei zwei nebeneinander stehenden Harfen schwingt nach Zupfen einer Saite bei einem Instrument die gleichgestimmte Saite des anderen Instruments mit.

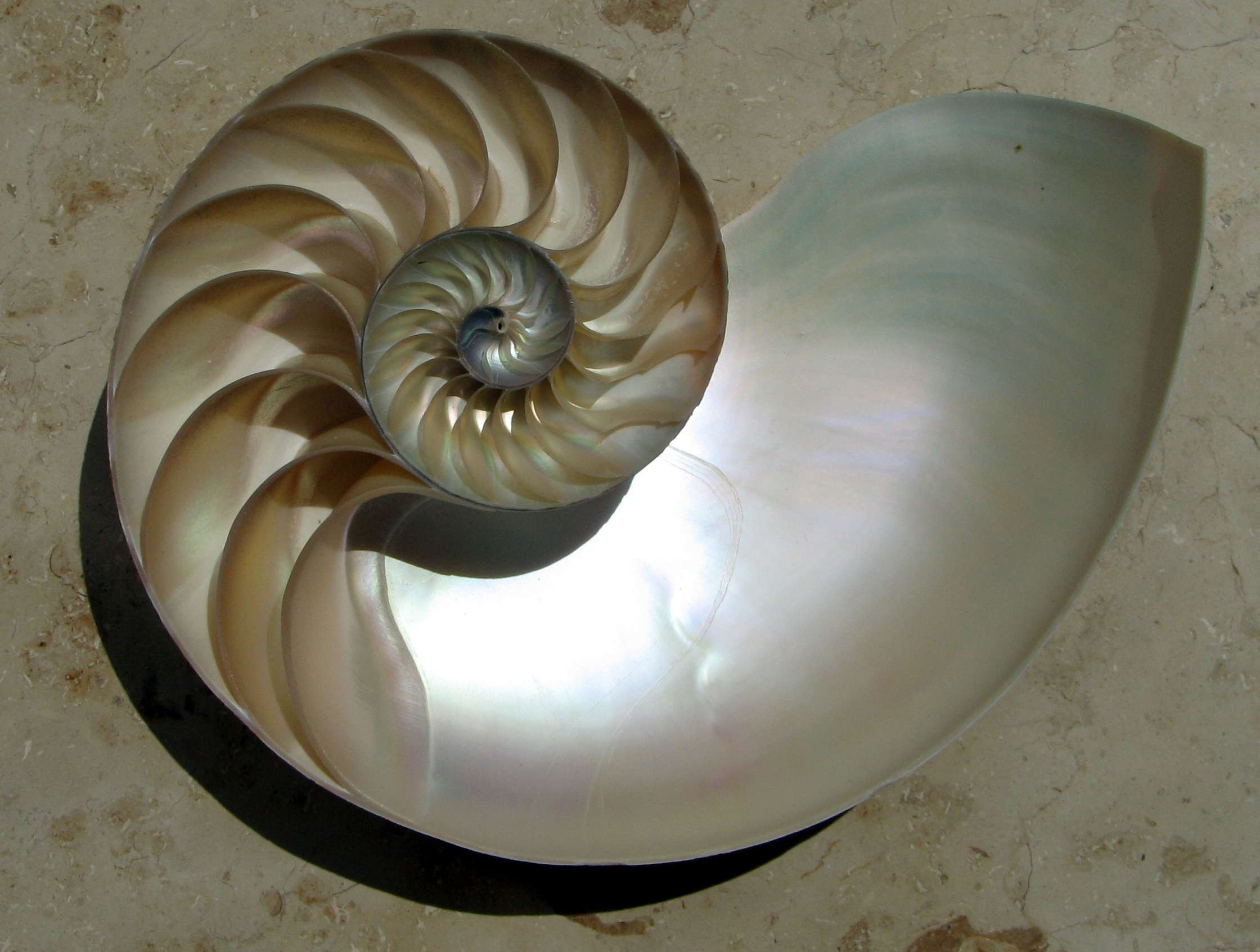
Somatotopie:
Spiralförmiges geometrisches Urbild beim Hören
oder
Transformation des akustischen Wellenbandes in ein bandförmiges somatisches Kontinuum durch das Corti-Organ.
Dies wird auch als Tonotopie bezeichnet.

Beim Gehör ist die exakte Wahrnehmung einer Schallquelle einschließlich ihrer Lokalisierung zwar ebenfalls ein primär räumliches Problem der Orientierung (Stereognosie bzw. ein räumliches Hören). Wesentlich ist jedoch im Zusammenhang der Somatotopik auch die Erkennung der Tonhöhe und der Unterschiede in der Tonhöhe einer Schallquelle. Wie es bereits der Begriff Tonhöhe als solcher nahelegt, wird dem Hören von Tonhöhen ein räumliches Schema zugrunde gelegt, nämlich das von hohen und tiefen Tönen. Im Folgenden wird dargestellt, dass ein spiralförmig aufgerolltes Band als geometrisches Urbild für die Wahrnehmung der Tonhöhe im Cortischen Organ zu finden ist.
Dem hat der laufende Stand der Wahrnehmungstheorie beim Hören Rechnung getragen. Hermann von Helmholtz (1821–1894) ist der Begründer der Resonanztheorie des Hörens (1863, 1870). Diese Theorie besagt, dass die Basilarmembran der Schnecke (Cortisches Organ) die Rolle von Saiten wie z. B. denen einer Harfe (siehe Abb.) einnimmt, die durch entsprechende äußere Tonquellen gezielt zur Resonanz gebracht werden können. Mit der Vorstellung eines Saiteninstruments wurde so ein räumliches Schema als Urbild der Erkennung von Tonhöhen angenommen. Die in der Basilarmembran vorhandenen in radiärer Richtung von der Schneckenachse bzw. von der Spindel (Modiolus) aus verlaufenden etwa 24000 Fibrillen wurden als „Hörsaiten“ bezeichnet, die gesamte Basilarmembran als Resonatorenersatz. Diese „Hörsaiten“ sind in der basalen Schneckenwindung am kürzesten und an der Schneckenspitze am längsten. Damit konnte z. B. erklärt werden, dass bei den die Schneckenspitze (Helicotrema) betreffenden Krankheitsprozessen eine Basstaubheit beobachtet wird. Nicht passend zu dieser Theorie sind die exakten messbaren Längenverhältnisse dieser „Saiten“ zu den ebenfalls messbar gehörten Frequenzbereichen an jeweils ganz präzisen Orten der Basilarmembran. Auch wenn diese Theorie inzwischen in einzelnen Teilen widerlegt wurde, so bleibt die von Helmholtz begründete Ein-Ort-Theorie des Hörens dennoch weiterhin gültig. Ebenfalls als überholt wird die Schallbildtheorie von Ernst Julius Richard Ewald angesehen.
Inzwischen wurde angenommen, dass die durch den Steigbügel auf das ovale Fenster der Schnecke übertragenen Schwingungen eine Wanderwelle erzeugen, deren Energie sich entsprechend den Elastizitätsverhältnissen für verschiedene Wellenlängen auf verschiedene Stellen der Basilarmembran überträgt. Je höher die Frequenz, desto näher liegen diese Stellen – in Übereinstimmung mit der Resonanztheorie – an der Schneckenbasis. Für diese sogenannte Dispersionstheorie des Hörens (Wanderwellentheorie) erhielt 1961 Georg von Békésy (1899–1972) den Nobelpreis. Es stellt sich die Frage, inwiefern die neuere Theorie des cochleären Verstärkers zu den Grundlagen der Somatotopie in Verbindung steht.
Mit Hilfe unterschiedlicher neurowissenschaftlicher Verfahren sind mehrere tonotope Karten im menschlichen Gehirn beschrieben worden.

#### Neuroplastizität
Als Variable in der grundsätzlich zu fordernden natürlichen somatotopischen Organisation ist das Prinzip der Neuroplastizität anzusehen. Hierunter versteht man die Fähigkeit des Gehirns, sich beständig an die Erfordernisse des Gebrauchs anzupassen. Nervenzellen können also unter geänderten äußeren Bedingungen ihre Funktionen umstellen. Das Prinzip der Neuroplastizität ist dem der Somatotopie oder dem der spezifischen Lokalisierbarkeit von Hirnleistungen entgegengesetzt. Neuroplastizität besagt, dass die Leistungen von Hirnzellen umtrainiert werden können, so z. B. bei Phantomerlebnissen, also nach Verletzungen, die das topische Kontinuum verändern. Aber nicht nur bei Verletzungen und Verlust peripherer nervöser Versorgungsgebiete wie z. B. bei Verlust von Gliedmaßen zeigt sich die Wirkung der Neuroplastizität, auch bei zentralen Läsionen, wie z. B. bei Apoplexien ist dies der Fall. Neuroplastizität ist Voraussetzung dafür, verlorene neuronale Fähigkeiten durch neues Erlernen wieder zurückzugewinnen. Hierdurch ist also eine starre Bezogenheit auf spezifische Hirnleistungen und feste Hirnkarten nicht gegeben. Das Prinzip der Somatotopie ist somit nicht starr, sondern plastisch.